# J. Gordon Melton

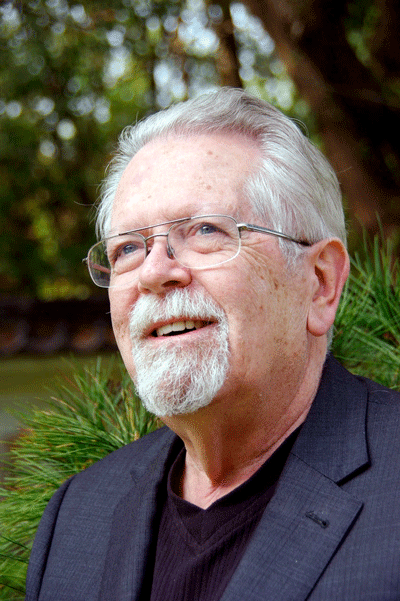

John Gordon Melton (nascido em 19 de setembro de 1942) é um erudito religioso americano  que foi o diretor-fundador do Instituto para o Estudo da Religião Americana e atualmente é especialista em pesquisa na religião e Novos Movimentos Religiosos do Departamento de Estudos Religiosos da Universidade da California, Santa Barbara.  é também o Presidente da Transylvania Society of Dracula's American Chapter. Melton é respeitado como escritor, palestrante e erudito, sendo também conhecido pelos seus trabalhos sobre cultos e religiões.
Ele escreveu O Livro dos Vampiros, A Enciclopédia dos Mortos-Vivos cuja primeira edição foi eleita a melhor obra do século, de não ficção sobre vampiros durante a Dracula' 97 Centenial Celebration (comemoração do centenário de lançamento do livro Drácula de Bram Stoker).